# Eas a’ Chual Aluinn
Eas a’ Chual Aluinn – wodospad w Szkocji. Nazwa wodospadu wywodzi się od zniekształconego „Eas a’ Chùil Àlainn” w języku gaelickim szkockim, co znaczy: „wodospad pięknych warkoczy”.
Wodospad Eas a’ Chual Aluinn znajduje się w Highland w Szkocji. Ma on wysokość ok. 200 m i jest najwyższym wodospadem w Wielkiej Brytanii.
Do wodospadu można dotrzeć pieszo od parkingu położonego przy drodze A 894 na południe od wioski Kylesku w pobliżu północnego krańca Loch na Gainmhich.